# Christof Kievenheim
Christof Kievenheim (* 1946; † 26. Januar 1978 in Berlin) war ein marxistischer deutscher Soziologe.

## Leben
Kievenheim studierte Soziologie und Politikwissenschaften in Marburg. 1975 wurde er Hochschulassistent für Soziologie an der Freien Universität Berlin bei Sebastian Herkommer. Seine Arbeitsgebiete waren gesellschaftliche Lage und Bewusstsein der Intelligenz sowie Probleme des gewerkschaftlichen und politischen Kampfes der Sozialisten in der Bundesrepublik.
Er war zunächst Mitglied der DKP, im Vorstand von deren Studentenverband MSB Spartakus und Mitarbeiter des ihr nahestehenden Instituts für Marxistische Studien und Forschungen. Kievenheim hat an der Studie zur Mitbestimmung mitgearbeitet, die als Buch "Mitbestimmung als Kampfaufgabe" 1972 veröffentlicht wurde. 1976 gründete er den Arbeitskreis Westeuropäische Arbeiterbewegung, dem vor allem eurokommunistisch orientierte Studenten und Wissenschaftler angehörten, die zuvor in der DKP oder SEW organisiert waren oder diesen Parteien nahestanden.
Kievenheim befand sich Ende 1977 in einer „persönlichen Krise“ und nahm sich im Januar 1978 das Leben.

## Schriften
- (mit Frank Deppe, Jutta von Freyberg, Regine Meyer, Frank Werkmeister:) Kritik der Mitbestimmung. Partnerschaft oder Klassenkampf. Suhrkamp, Frankfurt am Main 1969. ISBN 978-3-518-10358-6
- Arbeiterklasse und Intelligenz. In: Mit Spartakus im Spartakus. Protokoll des ersten Bundeskongresses des Marxistischen Studentenbundes SPARTAKUS. 20. und 21. Mai 1971 in Bonn. Facit e. V., Bonn 1971, S. 103–107
- Eike Gerken; Eike und Christof Kievenheim: Assoziation Marxistischer Studenten SPARTAKUS. In: studentische politik. 1970, Heft 8, S. 22–26, und 1971, Heft 2, S. 24–27.
- Naturwissenschaftlich-technische Intelligenz und Arbeiterklasse. Köln, Pahl-Rugenstein, 1971.
- Christoph Kievenheim, André Leisewitz (Hrsg.): Soziale Stellung und Bewusstsein der Intelligenz. Pahl-Rugenstein, Köln 1973.
- Klassen- und Sozialstruktur der BRD 1950 – 1970. Teil 3: Die Intelligenz der BRD 1950 – 1970. Institut für Marxistische Studien und Forschungen, Frankfurt a. M. 1974.
- (mit Frank Deppe und Karl-Ernst Lohmann:) Probleme der materialistischen Staatstheorie. Argument-Verlag, Berlin 1977
- Arbeitskreis Westeuropäische Arbeiterbewegung (Hrsg.): Eurokommunismus und marxistische Theorie der Politik. Argument-Verlag, Berlin 1979. ISBN 978-3-920037-17-2